# جاك إدواردز (لاعب كرة قدم أسترالية)
جاك إدواردز (بالإنجليزية: Jack Edwards)‏ هو لاعب كرة قدم أسترالية أسترالي، ولد في 26 فبراير 1931، وتوفي في 23 أغسطس 2014.

## وصلات خارجية
- جاك إدواردز على موقع AustralianFootball.com (الإنجليزية)
- جاك إدواردز على موقع AFLtables.com (الإنجليزية)